# Branislav Pokrajac
Branislav Pokrajac (in serbo cirillico: Бранислав Покрајац; Belgrado, 27 gennaio 1947 – Belgrado, 5 aprile 2018) è stato un pallamanista e allenatore di pallamano serbo, fino al 1992 jugoslavo.

## Palmarès
- Giochi olimpici

Monaco di Baviera 1972: oro.